# Yuri M. Marusik
Yuri M. Marusik est un arachnologiste russe.
En 1988, il est diplômé de l'université d'État de Saint-Pétersbourg, il travaille à l'université de Magadan.
C'est un spécialiste des araignées des zones froides.

## Taxons nommés en son honneur
- Hilaira marusiki Eskov, 1987
- Diplocephalus marusiki Eskov, 1988
- Mughiphantes marusiki (Tanasevitch, 1988)
- Clubiona marusiki Mikhailov, 1990
- Yllenus marusiki Logunov, 1993
- Philodromus marusiki (Logunov, 1997)
- Micaria marusiki Zhang, Song & Zhu, 2001
- Stenaelurillus marusiki Logunov, 2001
- Aelurillus marusiki Azarkina, 2002
- Parasyrisca marusiki Kovblyuk, 2003
- Belisana marusiki Huber, 2005

## Quelques taxons décrits
- Agyphantes
- Aphileta centrasiatica
- Arcterigone pilifrons
- Carpathonesticus eriashvilii
- Carpathonesticus mamajevae
- Connithorax barbatus
- Deltshevia danovi
- Deltshevia gromovi
- Deltshevia
- Duninia baehrae
- Duninia rheimsae
- Duninia
- Enoplognatha monstrabilis
- Ferchestina storozhenkoi
- Hersiliola esyunini
- Hersiliola foordi
- Hersiliola lindbergi
- Hersiliola sternbergsi
- Opopaea botswana
- Opopaea gabon
- Ovtsharenkoia pallida
- Spinestis nikita
- Synaphris lehtineni
- Synaphris orientalis

Marusik est l’abréviation habituelle de Yuri M. Marusik en zoologie.

Consulter la liste des abréviations d'auteur en zoologie ou la liste des taxons zoologiques assignés à cet auteur par ZooBank